# Trái tim đẫm máu
Trái tim đẫm máu (tiếng Hàn: 붉은 단심; Romaja: Bulg-eun Dansim) là một bộ phim truyền hình Hàn Quốc năm 2022 với sự tham gia của Lee Joon, Kang Han-na, Jang Hyuk, Park Ji-yeon, Heo Sung-tae và Choi Ri. Phim được phát sóng từ ngày 2 tháng 5 đến ngày 21 tháng 6 năm 2022 vào thứ Hai và thứ Ba của KBS2 lúc 21:30 (KST) cho 16 tập. Phim phát trực tuyến trên Disney+ ở các khu vực được chọn.

## Sản xuất
Các địa điểm quay của loạt phim bao gồm Quận Yeongwol, và Nhà trưng bày Yeolhwajeong — nằm ở Làng Ganggol, Deungnyang-myeon, Quận Boseong.
Vào ngày 3 tháng 2 năm 2022, có thông báo việc quay phim đã bị hủy bỏ sau khi một nhân viên và một diễn viên giấu tên có kết quả xét nghiệm dương tính với COVID-19. Tất cả các thành viên trong nhóm sản xuất sau đó đều phải kiểm tra PCR. Một ngày sau, Park Ji-yeon và Yoon Seo-ah đã có kết quả xét nghiệm dương tính với COVID-19.
Vào ngày 11 tháng 2 năm 2022, diễn viên Heo Sung-tae có kết quả xét nghiệm dương tính với COVID-19, buộc việc quay phim phải bị hủy bỏ vào ngày hôm đó. Sau đó ngày 16 tháng 2, Heo đã bình phục hoàn toàn và tiếp tục lịch trình quay phim.
Ngày 11 tháng 3 năm 2022, công ty quản lý của Ha Do-kwon thông báo nam diễn viên đã có kết quả xét nghiệm dương tính với COVID-19 vào chiều ngày 10 và tất cả các lịch trình quay phim đã bị hủy bỏ.

## Nhạc phim

### Phần 1
| Phát hành 3 tháng 5 năm 2022 | Phát hành 3 tháng 5 năm 2022 | Phát hành 3 tháng 5 năm 2022 | Phát hành 3 tháng 5 năm 2022 | Phát hành 3 tháng 5 năm 2022 | Phát hành 3 tháng 5 năm 2022 |
| STT                          | Nhan đề                      | Phổ lời                      | Phổ nhạc                     | Nghệ sĩ                      | Thời lượng                   |
| ---------------------------- | ---------------------------- | ---------------------------- | ---------------------------- | ---------------------------- | ---------------------------- |
| 1.                           | "Dimly" (아스라이)           | Choi In-young                | Choi In-young                | Rio                          | 3:32                         |
| 2.                           | "Dimly" (아스라이; Inst.)    |                              | Choi In-young                |                              | 3:32                         |
| Tổng thời lượng:             | Tổng thời lượng:             | Tổng thời lượng:             | Tổng thời lượng:             | Tổng thời lượng:             | 7:04                         |

### Phần 2
| Phát hành 10 tháng 5 năm 2022 | Phát hành 10 tháng 5 năm 2022                  | Phát hành 10 tháng 5 năm 2022 | Phát hành 10 tháng 5 năm 2022 | Phát hành 10 tháng 5 năm 2022 | Phát hành 10 tháng 5 năm 2022 |
| STT                           | Nhan đề                                        | Phổ lời                       | Phổ nhạc                      | Nghệ sĩ                       | Thời lượng                    |
| ----------------------------- | ---------------------------------------------- | ----------------------------- | ----------------------------- | ----------------------------- | ----------------------------- |
| 1.                            | "Wish Becomes Stars" (소망은 별이 되어)        | Kebee                         | Tenzo (Papermaker) Loogone    | Kim Yeon-woo                  | 4:18                          |
| 2.                            | "Wish Becomes Stars" (소망은 별이 되어; Inst.) |                               | Tenzo (Papermaker) Loogone    |                               | 4:18                          |
| Tổng thời lượng:              | Tổng thời lượng:                               | Tổng thời lượng:              | Tổng thời lượng:              | Tổng thời lượng:              | 8:36                          |

### Phần 3
| Phát hành 17 tháng 5 năm 2022 | Phát hành 17 tháng 5 năm 2022  | Phát hành 17 tháng 5 năm 2022 | Phát hành 17 tháng 5 năm 2022 | Phát hành 17 tháng 5 năm 2022 | Phát hành 17 tháng 5 năm 2022 |
| STT                           | Nhan đề                        | Phổ lời                       | Phổ nhạc                      | Nghệ sĩ                       | Thời lượng                    |
| ----------------------------- | ------------------------------ | ----------------------------- | ----------------------------- | ----------------------------- | ----------------------------- |
| 1.                            | "It's Red" (feat. Dawool Park) | Kim Min                       | Kim Min Taylor                | ID:Earth                      | 3:39                          |
| 2.                            | "It's Red" (Inst.)             |                               | Kim Min Taylor                |                               | 3:39                          |
| Tổng thời lượng:              | Tổng thời lượng:               | Tổng thời lượng:              | Tổng thời lượng:              | Tổng thời lượng:              | 7:18                          |

### Phần 4
| Phát hành 23 tháng 5 năm 2022 | Phát hành 23 tháng 5 năm 2022                   | Phát hành 23 tháng 5 năm 2022 | Phát hành 23 tháng 5 năm 2022 | Phát hành 23 tháng 5 năm 2022 | Phát hành 23 tháng 5 năm 2022 |
| STT                           | Nhan đề                                         | Phổ lời                       | Phổ nhạc                      | Nghệ sĩ                       | Thời lượng                    |
| ----------------------------- | ----------------------------------------------- | ----------------------------- | ----------------------------- | ----------------------------- | ----------------------------- |
| 1.                            | "A Star in the Dawn" (새벽에 핀 별 하나)        | Yoo Song-yeon Jay Lee         | Yoo Song-yeon Jay Lee         | Chungha                       | 3:33                          |
| 2.                            | "A Star in the Dawn" (새벽에 핀 별 하나; Inst.) |                               | Yoo Song-yeon Jay Lee         |                               | 3:33                          |
| Tổng thời lượng:              | Tổng thời lượng:                                | Tổng thời lượng:              | Tổng thời lượng:              | Tổng thời lượng:              | 7:06                          |

### Phần 5
| Phát hành 31 tháng 5 năm 2022 | Phát hành 31 tháng 5 năm 2022     | Phát hành 31 tháng 5 năm 2022 | Phát hành 31 tháng 5 năm 2022 | Phát hành 31 tháng 5 năm 2022 | Phát hành 31 tháng 5 năm 2022 |
| STT                           | Nhan đề                           | Phổ lời                       | Phổ nhạc                      | Nghệ sĩ                       | Thời lượng                    |
| ----------------------------- | --------------------------------- | ----------------------------- | ----------------------------- | ----------------------------- | ----------------------------- |
| 1.                            | "Let It Flow" (흘려보낸다)        | Kim Seong-yoon                | Kim Seong-yoon                | Lim Sang-hyun                 | 3:28                          |
| 2.                            | "Let It Flow" (흘려보낸다; Inst.) |                               | Kim Seong-yoon                |                               | 3:28                          |
| Tổng thời lượng:              | Tổng thời lượng:                  | Tổng thời lượng:              | Tổng thời lượng:              | Tổng thời lượng:              | 6:56                          |

### Phần 6
| Phát hành 7 tháng 6 năm 2022 | Phát hành 7 tháng 6 năm 2022    | Phát hành 7 tháng 6 năm 2022 | Phát hành 7 tháng 6 năm 2022        | Phát hành 7 tháng 6 năm 2022 | Phát hành 7 tháng 6 năm 2022 |
| STT                          | Nhan đề                         | Phổ lời                      | Phổ nhạc                            | Nghệ sĩ                      | Thời lượng                   |
| ---------------------------- | ------------------------------- | ---------------------------- | ----------------------------------- | ---------------------------- | ---------------------------- |
| 1.                           | "Missing You" (그리워서)        | Friday                       | Athena (Galactika) E.Na (Galactika) | Han Dong-geun                | 3:40                         |
| 2.                           | "Missing You" (그리워서; Inst.) |                              | Athena (Galactika) E.Na (Galactika) |                              | 3:40                         |
| Tổng thời lượng:             | Tổng thời lượng:                | Tổng thời lượng:             | Tổng thời lượng:                    | Tổng thời lượng:             | 7:20                         |